# L'appello del martedì
L'appello del martedì è stato un programma televisivo sportivo trasmesso da Italia 1 dal 1990 al 1995.

## Format
Nato come una «trasmissione-varietà sul calcio, un programma disintossicante che fungesse da antidoto alla seriosità del Processo del lunedi» della concorrente Rai 3, L'appello del martedì si poneva l'obiettivo di discutere, come al bar, i motivi della giornata del campionato italiano appena trascorsa.
In onda settimanalmente nella seconda serata del martedì, fu condotto da Maurizio Mosca dall'11 settembre 1990 al 1992, e poi da Massimo De Luca dal 1992 al 1995.
Nell'edizione 1991-1992 la scenografia dello studio di registrazione ricalcò una vera aula di tribunale, e Mosca indossò una toga da giudice, affiancato dalle mogli e fidanzate dei calciatori; in quella edizione ci furono molte liti e discussioni, che costarono a Mosca il posto alla Fininvest al termine della stagione.
Con De Luca il programma assunse un taglio più giornalistico, fino alla sospensione nel 1995.